# Знаменка (Орловская область)
Зна́менка — посёлок городского типа в Орловской области России. В рамках организации местного самоуправления входит в Орловский муниципальный округ, в рамках административно-территориального устройства — в Орловский район.
Население — 9711 жителей (2023 год).
Расположен у юго-западной окраины областного центра, в 10 км от центра города и в 86 км от Михайловского водохранилища на реке Свапа.

## История
Статус посёлка городского типа Знаменка имеет с 1975 года.
С 2004 до 2021 гг. пгт составлял одноимённое муниципальное образование (городское поселение) Знаменка в составе муниципального района, преобразованного затем вместе со всеми бывшими поселениями в муниципальный округ.

## Население
| 1979    | 1989    | 2002    | 2009    | 2010    | 2012    | 2013    |
| ------- | ------- | ------- | ------- | ------- | ------- | ------- |
| 7432    | ↗12 350 | ↘12 099 | ↗12 110 | ↘12 002 | ↘11 892 | ↗11 921 |
| 2014    | 2015    | 2016    | 2017    | 2018    | 2019    | 2020    |
| ↘11 850 | ↘11 849 | ↘11 713 | ↘11 571 | ↘11 411 | ↘11 247 | ↘11 102 |
| 2021    | 2023    |         |         |         |         |         |
| ↘9871   | ↘9711   |         |         |         |         |         |

Национальный состав
По итогам переписи населения 2020 года проживали следующие национальности (национальности менее 0,1 % и другое, см. в сноске к строке «Другие»):
| Национальность | Численность, чел. | Доля     |
| -------------- | ----------------- | -------- |
| Русские        | 9116              | 92,35 %  |
| Армяне         | 27                | 0,27 %   |
| Езиды          | 18                | 0,18 %   |
| Украинцы       | 16                | 0,16 %   |
| Таджики        | 14                | 0,14 %   |
| Узбеки         | 10                | 0,10 %   |
| Другие         | 670               | 6,80 %   |
| Итого          | 9871              | 100,00 % |

## Образование
- Знаменская общеобразовательная школа-интернат, на сегодняшний день[источник не указан 1489 дней] - «БОУ ОО Созвездие Орла» ул. Школа-интернат, д. 3;
- Знаменская СОШ, ул. Школьная, д. 8;
- МБУ "Спортивная школа" Орловского муниципального округа, ул. Кукуевка, д. 1.

## Экономика
Маслозавод. В посёлке — Орловский НИИ сельского хозяйства, экспериментальное тепличное хозяйство.

## Транспорт
Через центр посёлка проходит автомобильная дорога федерального значения М2E 105 Крым, а по восточной окраине — объездная дорога города Орла.
По Знаменке ходят маршрутные такси, связывающие посёлок с Орлом.